# Будинок на вулиці Соломії Крушельницької, 15 (Львів)
Будинок за адресою вулиця Соломії Крушельницької, 15 у Львові — багатоквартирний житловий триповерховий будинок. Пам'ятка архітектури місцевого значення номер 1084.Розташований будинок у периметральній забудові вулиці.

## Архітектура
Прибутковий будинок збудований у 1882—1883 роках у стилі неоренесансу. Проект архітектора Альбіна Загурського. Автор скульптурного оздоблення і співавтор архітектурного проекту — Леонард Марконі.